# Coupe du Maghreb des clubs champions 1970-1971
Navigation
Édition précédente Édition suivante
La Coupe du Maghreb des clubs champions 1970-1971 est la deuxième édition de la Coupe du Maghreb des clubs champions, qui se déroule en 1971.
La compétition est réservée aux champions nationaux du Maroc, de Tunisie et d'Algérie ; la Libye ne participe pas à cette édition. La compétition se joue sous forme d'une poule simple, mettant aux prises trois clubs, qui s'affrontent sous la forme de matchs aller-retour. Le club qui termine premier sort vainqueur de la compétition.
C'est le club algérien du Chabab Riadhi Belcourt qui remporte la compétition en terminant premier du groupe avec 6 points, devant son dauphin tunisien, l'Espérance sportive de Tunis qui possède 3 points. Il s'agit du deuxième titre consécutifs du CR Belcourt dans la compétition.

## Équipes participantes
- Espérance sportive de Tunis  - Champion de Tunisie 1970
- Chabab Riadhi Belcourt  - Champion du Maghreb 1970 et d'Algérie 1970
- FAR de Rabat  - Champion du Maroc 1970

## Compétition

### Classement
| Rang | Équipe        | Pts | J | G | N | P | Bp | Bc | Diff |  | Résultats (▼ dom., ► ext.) |     |     |     |
| ---- | ------------- | --- | - | - | - | - | -- | -- | ---- |  | -------------------------- | --- | --- | --- |
| 1    | CR Belcourt T | 6   | 4 | 2 | 2 | 0 | 9  | 5  | +4   |  | CR Belcourt T              |     | 3-2 | 3-0 |
| 2    | ES Tunis      | 3   | 4 | 0 | 1 | 3 | 5  | 6  | -1   |  | ES Tunis                   | 2-2 |     | 1-1 |
| 3    | FAR de Rabat  | 3   | 4 | 0 | 3 | 1 | 2  | 5  | -3   |  | FAR de Rabat               | 1-1 | 0-0 |     |

### Résultats détaillés
| Date       | Équipe 1      | Résultat | Équipe 2      |
| ---------- | ------------- | -------- | ------------- |
| 27 janvier | FAR de Rabat  | 0 - 0    | ES Tunis      |
| 13 février | ES Tunis      | 1 - 1    | FAR de Rabat  |
| 23 avril   | ES Tunis      | 2 - 2    | CR Belcourt T |
| 7 mai      | CR Belcourt T | 3 - 2    | ES Tunis      |
| 15 mai     | CR Belcourt T | 3 - 0    | FAR de Rabat  |
| 22 mai     | FAR de Rabat  | 1 - 1    | CR Belcourt T |

- 27 janvier 1971 : FAR de Rabat - ES Tunis: 0-0
- 13 février 1971 : ES Tunis - FAR de Rabat: 1-1 (but d'El Kamel Ben Abdelaziz pour l'EST)
- 23 avril 1971 : ES Tunis - CR Belcourt: 2-2 (buts de Ben Mrad 5e et Machouche 27e pour l'EST et Boudjenoune 3e 53e pour le CRB)
- 7 mai 1971 : CR Belcourt - ES Tunis: 3-2 (buts de Boudjenoune 62e, Lalmas 68e et Chekroun 85e pour le CRB et Machouche 17e 87e pour l'EST)
- 15 mai 1971 : CR Belcourt - FAR de Rabat: 3-0 (buts de Selmi Djilali 58e et Boudjenoune 65e, Lalmas 72e)
- 22 mai 1971 : FAR de Rabat - CR Belcourt: 1-0 (match arrêté à la 40e min)

## Vainqueur
| Coupe du Maghreb des clubs champions Vainqueur 1971 |
| --------------------------------------------------- |
| Chabab Riadhi Belcourt Deuxième titre               |

## Sources
- Rsssf.com
- Hamid Grine, L'almanach du sport algérien, page 77.